# Le Rêve (nouvelle)
Pour les articles homonymes, voir Le Rêve.
Le Rêve (The Dream) est une nouvelle policière d'Agatha Christie mettant en scène Hercule Poirot.
Initialement publiée le 23 octobre 1937 dans le journal The Saturday Evening Post aux États-Unis, cette nouvelle a été reprise en recueil en 1939 dans The Regatta Mystery and Other Stories aux États-Unis. Elle a été publiée pour la première fois en France dans le recueil Témoin à charge en 1969.

## Publications
Avant la publication dans un recueil, la nouvelle avait fait l'objet de publications dans des revues :
- le 23 octobre 1937, aux États-Unis, dans le no 17 (vol. 210) du journal The Saturday Evening Post[1] (avec des illustrations de Frederic Rodrigo Gruger)[2] ;
- en février 1938, au Royaume-Uni, dans le no 566 de la revue The Strand Magazine[1] ;
- en septembre 1960, au Royaume-Uni, dans le no 9 (vol. 3) de Suspense (avec des illustrations de J. Larkin)[3] ;
- en juin 1963, au Royaume-Uni, dans le no 4 (vol. 9) de The Saint Mystery Magazine[4] ;
- en janvier-février 1977, aux États-Unis, dans le no 1 (vol. 249) du journal The Saturday Evening Post[5].

La nouvelle a ensuite fait partie de nombreux recueils :
- en 1939, aux États-Unis, dans The Regatta Mystery and Other Stories[6] (avec 8 autres nouvelles) ;
- en 1960, au Royaume-Uni, dans The Adventure of the Christmas Pudding and a Selection of Entrées[1],[7] (avec 5 autres nouvelles) ;
- en 1969, en France, dans Témoin à charge[8] (avec 7 autres nouvelles) ;
- en 1998, en France, dans Christmas Pudding, la réédition de Le Retour d'Hercule Poirot (avec 5 autres nouvelles).

## Adaptation
- 1989 : Le Songe (The Dream), téléfilm britannique de la série télévisée Hercule Poirot (10e épisode, 1.10), avec David Suchet dans le rôle principal.